# Batrachorhina lateritia
Batrachorhina lateritia là một loài bọ cánh cứng trong họ Cerambycidae.